# Hermann Fehling (kemist)

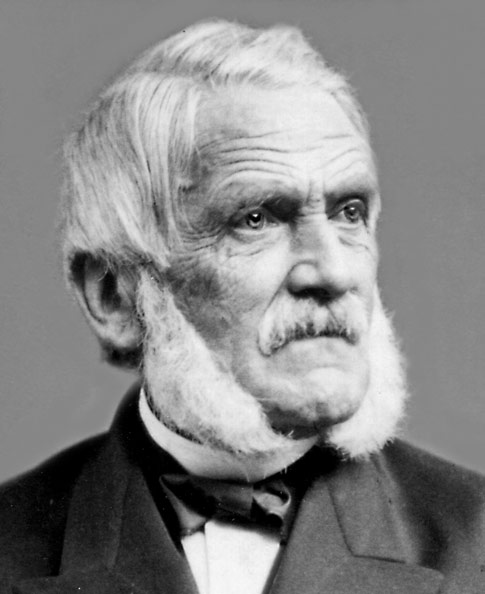
Hermann von Fehling.

Hermann Christian (von) Fehling, född 9 juni 1811 i Lübeck, död 2 juli 1885 i Stuttgart, var en tysk kemist. Han var far till läkaren Hermann Fehling.
Fehling var 1839-82 professor vid Polytechnikum i Stuttgart. Han medverkade till den analytiska kemins utveckling och är mest känd för reagensvätskan Fehlings lösning. Han var utgivare av Neues Handwörterbuch der Chemie.